# Poikilospermum tangaum
Poikilospermum tangaum är en nässelväxtart som beskrevs av Chew. Poikilospermum tangaum ingår i släktet Poikilospermum och familjen nässelväxter. Inga underarter finns listade i Catalogue of Life.